# Алпарслан Куйтул
Алпарслан Куйтул (на турски: Alparslan Kuytul) е духовен водач на движение „Фуркан“.

## Биография и дейност
Алпарслан Куйтул е роден на 20 август 1965 г., на 45 км южно от гр. Адана, в окръг Караташ. През 1991 г. завършва инженерно-строителния факултет на университет „Чукурова“, специалност строително инженерство. От 1993 г. до 1997 г. учи ислямско право във факултет по шериата на университет „Ал-Азхар“, Египет.
По време на обучението си там през 1980 г. открива фондация по образование и богослужение „Фуркан“ (1994 г.). За една година към фондацията се присъединяват повече от 200000 привърженици и са организирани над 100 конференции. Фондацията е активна както в Турция (повече от 35 града), така и в чужбина. Куйтул притежава и собствен канал (TVFurkan), който се излъчва по интернет. Освен това той е и главен редактор на списание „Фуркан Несли“ (Поколението на Фуркан).